# Asse della ruota
L'asse della ruota rientra tra le macchine semplici. Essa può essere ad asse orizzontale o ad asse verticale; nel primo caso viene chiamata verricello, nel secondo caso argano. L'asse della ruota è sempre vantaggiosa.